# Herbert Jones (calciatore)
Herbert Jones (Blackpool, 3 settembre 1896 – 11 settembre 1973) è stato un calciatore inglese, di ruolo difensore.

## Carriera

### Club
Ha sempre giocato nel campionato inglese.

### Nazionale
Ha vestito la maglia della Nazionale inglese sei volte tra il 1927 ed il 1928.

## Palmarès

### Club

#### Competizioni nazionali
- Coppa d'Inghilterra: 1

Blackburn: 1927-1928